# Campo Elías Terán
Campo Elías Terán Dix (San Antero, Córdoba, 14 de junio de 1949-Bogotá, 22 de abril de 2013) fue un periodista y político afrocolombiano. Tuvo una importante trayectoria en la radio y fue reconocido como narrador deportivo. Se postuló para el cargo de alcalde de Cartagena de Indias, el cual ejerció en 2012. Tras algunos meses de incapacidad médica debido a un cáncer de pulmón, renunció a la alcaldía de Cartagena, falleciendo finalmente en 22 de abril de 2013.

## Trayectoria
Terán fue bachiller del Liceo Bolívar, Administrador Hospitalario egresado de la Universidad de Antioquia y Comunicador Social de la Universidad Los Libertadores.
Heredó de su padre "Campito" ese espíritu de liderazgo que lo caracterizaba, en el ámbito público se desempeñó como alcalde encargado de su ciudad natal San Antero, y entre 1975 y 1983 fungió como profesional universitario en el área de la administración en salud en el departamento de Córdoba.
Por más de 25 años estuvo vinculado a los medios de comunicación social, inicialmente como narrador deportivo (boxeo y béisbol), luego participó en el programa radial Cabalgata Deportiva Gillette y posteriormente en el ejercicio del periodismo social a través del “Noticiero Popular” de Radio Cadena Nacional. También fue relator de fútbol en los partidos del equipo Real Cartagena.

### Alcaldía de Cartagena de Indias
En las Elecciones regionales de Colombia de 2011 lanzó su candidatura a la Alcaldía de Cartagena de Indias avalada por el partido Alianza Social Independiente ubicado en la centroizquierda del espectro político, obtuvo el 54.72% de los votos válidos (158.134) y se convirtió en el primer alcalde de raza negra de la ciudad. Se posesionó el 1 de enero de 2012 en el Estadio Once de Noviembre.
El 15 de agosto de 2012 fue internado a la clínica Medihelp en Bocagrande tras sufrir un fuerte dolor de cabeza y mareos. Salió tres días más tarde, pero poco después sufrió una recaída. Posteriormente fue trasladado a Bogotá, en donde él mismo reveló en una rueda de prensa el 10 de septiembre de 2012 que padecía de cáncer de pulmón y que se encontraba en la fase inicial de la enfermedad, aclarando que permanecería al frente de la alcaldía de Cartagena. Con motivo de la incapacidad médica de Campo Elías Terán, el 9 de octubre de 2012 Bruce MacMaster fue designado como alcalde encargado de Cartagena de Indias, mientras que Terán se recuperaba de la enfermedad que padecía. Se rumora que Campo Elías Terán usó su situación médica como excusa para escapar de los procesos judiciales que estaban en su contra. Sin embargo, antes de finalizar la incapacidad, la Contraloría General de la República pidió su suspensión del cargo de Alcalde debido a una investigación que se adelantó en su contra por presunto detrimento patrimonial, debido a diversas irregularidades presentadas en los contratos de aseo distrital celebrados con la empresa Chemical Products. El 14 de noviembre el gobierno seleccionó de una terna a Carlos Otero Gerdts como nuevo reemplazo de Terán en la alcaldía al prolongarse su incapacidad médica. El 8 de abril de 2013 presentó oficialmente la renuncia a su cargo a través de una carta que reveló su representante, el abogado Abelardo de la Espriella, debido a su enfermedad, lo cual abrió la posibilidad de convocar a elecciones de alcalde en la ciudad.

## Muerte
Falleció el 22 de abril de 2013 aquejado por un cáncer de pulmón después de más de ocho meses de luchar contra la enfermedad. Murió en la Fundación Santa Fe de Bogotá en donde había sido internado desde hacía varios días. Sus restos fueron trasladados a Cartagena de Indias, fue velado en el Coliseo Bernardo Caraballo y enterrado en el cementerio Jardines de Cartagena.

## Vida personal
Terán contrajo nupcias a finales de la década de los setenta con Nereida Humanez, tuvo dos hijos con ella, Campo Elías Terán y Egla Terán. Aparte tuvo dos hijas con otras dos mujeres, Eliana Terán Correa y Karen Alejandra Terán. Además fue abuelo de 7 varones. Su único hijo varón es el también periodista deportivo Campo Elías Terán Jr. quien se graduó de abogado en la Universidad Rafael Núñez de Cartagena.